# Teatro dell'Argine
Il Teatro dell’Argine è una compagnia teatrale italiana fondata il 17 maggio 1994 a San Lazzaro di Savena (BO) grazie all’incontro di un nutrito gruppo di attori, registi e drammaturghi.
Dal 1998 gestisce l’ITC Teatro di San Lazzaro, sede centrale delle attività della compagnia che si articolano in quattro macro-categorie:
- la programmazione delle stagioni teatrali (di prosa e teatro ragazzi) presso l’ITC Teatro;
- i corsi e le attività laboratoriali di teatro e danza;
- le produzioni teatrali;
- l’ideazione e realizzazione di progetti di teatro sociale, interculturale e d’educazione.

La direzione artistica della compagnia è ad oggi affidata a Nicola Bonazzi, Micaela Casalboni e Andrea Paolucci; Vittoria De Carlo è la direttrice artistica delle attività dedicate al Teatro Ragazzi.

## Storia
Inizialmente privo di una sede fissa, il Teatro dell’Argine ha iniziato la sua attività nel 1994, spaziando dalla produzione di spettacoli in spazi all’aperto alla realizzazione di laboratori teatrali che ne hanno favorito il radicamento sul territorio di San Lazzaro di Savena e dintorni.
La direzione artistica di Salvatore Cardone guida la compagnia alla vittoria del bando per la gestione dell’ITC Teatro, struttura comunale da 220 posti riaperta nel 1998 dopo un lungo periodo di ristrutturazione. Nel 2000 la direzione passa a Nicola Bonazzi, Andrea Paolucci e Pietro Floridia; la direzione del teatro ragazzi viene invece affidata a Vittoria de Carlo. Pietro Floridia è stato poi sostituito da Micaela Casalboni nel 2013.
La stabilizzazione nel piccolo teatro permette alla compagnia di intensificare l’attività produttiva di spettacoli di prosa e di teatro ragazzi, composta prevalentemente da testi originali scritti dagli stessi membri della compagnia. Ad oggi si contano oltre 125 spettacoli prodotti dal Teatro dell’Argine in poco più di 20 anni, la cui qualità è testimoniata anche dai vari premi e riconoscimenti ottenuti, tra cui tre premi Ubu e due premi Hystrio.
Mentre il rapporto con il territorio di San Lazzaro viene coltivato attraverso progetti artistici per il sociale e di educazione teatrale, oltre che con la gestione dell’ITC Studio (sede in cui si tengono i numerosi corsi di teatro, danza, musical, tessuti aerei che la compagnia organizza per tutte le fasce di età), il Teatro dell’Argine si è confrontato sempre più spesso negli ultimi anni con progetti e coproduzioni internazionali e interculturali.
Dal 2013 il Teatro dell'Argine organizza e promuove, insieme a ENDAS, il premio Teatro Voce della Società Giovanile dedicato alle giovani compagnie impegnate in spettacoli di forte rilevanza sociale.

## Teatro
- Noccioline (1994), di Pietro Floridia e Andrea Paolucci, regia di Andrea Paolucci
- Della nanna e della pippa (1994), di Pietro Aretino, regia di Massimo Tomasello
- Intrichi d’amore (1994), di Teocrito, regia di Lucia Amara
- In groppa allo scarabeo (1995), di Aristofane, regia di Salvatore Cardone
- Il principe costante (1995), di Alberto Arbasino, regia di Lucia Amara
- Majakovskij (1995), di Vladimir Majakovskij, regia di Massimo Tomasello
- Sopraffazioni (1995), di Nicola Bonazzi, regia di Andrea Paolucci
- Abù buono e cattivo (1996), di Salvatore Cardone, regia di Andrea Paolucci
- La dodicesima notte (1996), di William Shakespeare, regia di Salvatore Cardone
- La commedia degli errori (1996), di William Shakespeare, regia di Salvatore Cardone
- Paesaggio con teatri (1997), di Autori Vari, regia di Nicola Bonazzi, Micaela Casalboni, Pietro Floridia e Andrea Paolucci
- Operette morali (1998), di Giacomo Leopardi, regia di Salvatore Cardone
- Boîte à conduire (1998), di Gregorio Scalise, regia di Salvatore Cardone
- Il sotterraneo e il sogno (1998), di Nicola Bonazzi, regia di Salvatore Cardone
- A chi non sa ballare (1998), di Pietro Floridia, regia di Andrea Paolucci
- Donnette (1998), di Maria Pia Daniele, regia di Andrea Trangoni
- Chiama Ada che il sole muore (1998), di Michela Tura, regia di Andrea Paolucci
- Le facce della luna (1998), di Eloisa Guidarelli, regia di Salvatore Cardone
- Della nanna e della pippa (1998), di Pietro Aretino, regia di Andrea Paolucci
- Decameron (1998), di Giovanni Boccaccio, regia di Pietro Floridia
- Laelabì (1999), di Nicola Bonazzi, regia di Nicola Bonazzi
- Campioni del mondo (1999), di Roberta Bernardini e Andrea Trangoni, regia di Pietro Floridia
- Eppure è così semplice da dire (1999), di Marcello Fois, regia di Salvatore Cardone
- Universiadi (1999), di Piero Pieri, regia di Pietro Floridia
- Coyotes (1999), di Mario Giorgi, regia di Andrea Paolucci
- Tutte le donne del viaggiatore (1999), di Gregorio Scalise, regia di Salvatore Cardone
- Ci conosciamo bene (1999), di Giulia Michelutti, regia di Andrea Trangoni
- La lacrimevole storia di Renzo e Lucia da loro stessi rappresentata (1999), di Nicola Bonazzi, regia di Nicola Bonazzi
- Che diremo all’amico che dorme? (2000), di Cesare Pavese, regia di Pietro Floridia
- La febbre (2000), di Wallace Shawn, regia di Gianfranco Tondini
- Il suo nome (2000), di Alberto Savinio, regia di Micaela Casalboni
- Alice 171 (2000), di Luca Barbuto, regia di Andrea Paolucci
- Il caso Di Bella (2000), di Luca Barbuto e Andrea Paolucci, regia di Andrea Paolucci
- La sposa del vento. La bambola di Oskar Kokoschka (2001), di Nicola Bonazzi, regia di Nicola Bonazzi
- La tempesta (2001), di Nicola Bonazzi, regia di Vittoria De Carlo
- Sogno di una notte di mezz’estate (2001), di Nicola Bonazzi, regia di Vittoria De Carlo
- Le mani sotto il cuscino (2001), di Pietro Floridia, regia di Marco Toloni
- Piccoli cedimenti strutturali (2001), di Luca Barbuto, regia di Andrea Paolucci
- Houdini! Vita, morte, miracoli (2001), di Luca Barbuto, regia di Andrea Paolucci
- La morte e la fanciulla (2001), di Ariel Dorfman, regia di Gianfranco Tondini
- …ia ia oooh!!! (2002), di Nicola Bonazzi, regia di Andrea Paolucci
- Cronache da un mondo perfetto. Spettacolo interattivo per 100 spettatori e 50 attori (2002), di Autori Vari, regia di Pietro Floridia
- I testi anonimi (2002), di Gianfranco Tondini, regia di Gianfranco Tondini
- Il killer Disney (2002), di Philip Ridley, regia di Nicola Bonazzi
- Pane quotidiano (2002), di Gesine Danckwart, regia di Claudia Hamm
- Tiergartenstrasse 4. Un giardino per Ofelia (2002), di Pietro Floridia, regia di Pietro Floridia
- Insettoni (2003), di Ida Strizzi, regia di Ida Strizzi
- Ballons! (2003), di Andrea Paolucci, regia di Andrea Paolucci
- Il balcone di Giulietta (2003), di Pietro Floridia, regia di Pietro Floridia
- D’inverno (2003), di Andrea Trangoni, regia di Andrea Trangoni
- Italiani Cìncali! Parte prima – minatori in Belgio (2003), di Nicola Bonazzi e Mario Perrotta, regia di Mario Perrotta
- The March/La Marcia (2003), di Steve Lambert, regia di Steve Lambert
- Maddalena la falena (2004), di Deborah Fortini, regia di Deborah Fortini
- L’attentato (2004), di Nicola Bonazzi, Pietro Floridia, Luigi Gozzi, Andrea Paolucci, regia di Luigi Gozzi
- Il sapore dell’acqua (2004), di Pietro Floridia, regia di Pietro Floridia
- Estragona, la strega pasticciona (2005), di Caterina Bartoletti e Vittoria De Carlo, regia di Vittoria De Carlo
- Leldorado (2005), di Mauro Boarelli e Nicola Bonazzi, regia di Andrea Paolucci
- Un ventre gonfio d’assenza (2005), di Forugh Farrokhzad, Deborah Fortini, Chiara Reali e Massimo Tomasello, regia di Massimo Tomasello
- La turnàta – Italiani Cìncali! Parte seconda (2005), di Nicola Bonazzi e Mario Perrotta, regia di Mario Perrotta
- Gli equilibristi. Primo Quadrimestre (2005), di Giulia d’Amico, Pietro Floridia, Valentina Kastlunger e Andrea Paolucci, regia di Andrea Paolucci
- Quando la nonna diventò un albero (2006), di Azzurra d’Agostino, regia di Nicola Bonazzi e Vittoria de Carlo
- Gocciolina e Acquarello (2006), di Ida Strizzi, regia di Ida Strizzi
- Odissea (2006), di Mario Perrotta, regia di Mario Perrotta
- Liberata (2006), di Nicola Bonazzi, regia di Nicola Bonazzi
- Viaggio attraverso l’accampamento mondo 2007 (2007), di Autori vari, regia di Nicola Bonazzi e Andrea Paolucci
- Un paese di stelle e sorrisi (2008), di Judith Moleko Wambongo e Victorine Mputu Liwoza, regia di Judith Moleko Wambongo e Victorine Mputu Liwoza
- Rifugio Italia (2008), di Pietro Floridia, regia di Pietro Floridia
- Il calcio in faccia. Spettacolo calcistico giocato da richiedenti asilo politico – I tempo (2008), di Pietro Floridia, regia di Pietro Floridia
- Grande circo inferno (2008), di Aristofane, regia di Nicola Bonazzi
- The metamorphosis/La metamorfosi (2008), di Franz Kafka, regia di Pietro Floridia
- Ecuba ex regina (2008), di Pietro Floridia, regia di Pietro Floridia
- Buchi nel cuore (2008), di Pietro Floridia e Angelica Zanardi, regia di Pietro Floridia
- Poetandem (2009), di Autori vari, regia di Registi Vari
- Il carretto delle storie: Hansel! Gretel! (2009), di Azzurra D’Agostino, regia di Giovanni Dispenza
- America America (2009), di Pietro Floridia, regia di Pietro Floridia
- Di che paese è madre coraggio? Ovvero del sopravvivere in tempo di crisi (2009), di Nicola Bonazzi e Pietro Floridia, regia di Nicola Bonazzi e Pietro Floridia
- La strada di Pacha (2009), di Pietro Floridia e Gigi Gherzi, regia di Pietro Floridia
- Il misantropo - Molière (2009), di Molière, regia di Mario Perrotta
- Viaggio attraverso l’accampamento mondo 2010 (2010), di Autori vari, regia di Registi vari e Pietro Floridia
- Poetandem 2010 (2010), di Autori vari, regia di Registi vari
- Il carretto delle storie: Cenerentola (2010), di Caterina Bartoletti, regia di Giovanni Dispenza
- Il muro (2010), di Pietro Floridia, regia di Pietro Floridia
- I pachidermi (2010), di Viviana Salvati, regia di Andrea Paolucci
- Volim te (2010), di Lea Cirianni e Giulia D’Amico, regia di Nicola Bonazzi
- I cavalli alla finestra (2010), di Matéi Visniec, regia di Andrea Paolucci
- I cavalieri – Aristofane Cabaret (2010), di Mario Perrotta, regia di Mario Perrotta
- Eden (2010), di Nicola Bonazzi, regia di Nicola Bonazzi
- Del sesso della donna come campo di battaglia nella guerra in Bosnia (2010), di Matéi Visniec, regia di Nicola Bonazzi
- Le valigie delle storie (2011), di Autori Vari, regia di Andrea Paolucci
- Verso l’infinito e oltre: il viaggio interstellare di un autobus (2011), di Giada Borgatti, regia di Giovanni Dispenza
- Il carretto delle storie: Cappuccetto Rosso (2011), di Caterina Bartoletti, regia di Giovanni Dispenza
- Onda Luna (2011), regia di Vittoria De Carlo
- Bollettino del diluvio universale. Una pantomima di Gianni Celati (2011), di Gianni Celati, regia di Nicola Bonazzi
- Atto finale – Flaubert (2011), di Mario Perrotta, regia di Mario Perrotta
- Candido – ovvero la ricerca del migliore dei mondi possibili (2011), di Autori Vari, regia di Pietro Floridia
- Favola Funambola (2011), di Giada Borgatti, regia di Vincenzo Picone
- Che giornata Speciale!!! (2011), di Caterina Bartoletti, regia di Giovanni Dispenza
- I doni per Babbo Natale (2012), regia di Giovanni Dispenza
- Nel profondo degli abissi (2012), regia di Giovanni Dispenza
- Rosso, Granbaffo e il doblone dei Caraibi (2012), di Giacomo Armaroli, regia di Giovanni Dispenza
- La misteriosa scomparsa dello straniero (2012), di Pietro Floridia, regia di Pietro Floridia
- O castelo (2012), di Pietro Floridia, regia di Pietro Floridia
- Se non sarò me stesso (diari e volti dalla shoah – studio 1) (2012), di Nicola Bonazzi, Azzurra D’Agostino e Vincenzo Picone, regia di Andrea Paolucci
- Teatro in viaggio - Lungo la rotta dei migranti (2012), di Pietro Floridia, regia di Pietro Floridia
- L’orsetto di pezza (2013), di Giada Borgatti, regia di Vincenzo Picone
- Mangia, mangia e non c’è più (2013), di Vincenzo Picone, regia di Vincenzo Picone
- Lo stagno delle bollicine (2013), di Giada Borgatti, regia di Giovanni Dispenza
- X e Y: un universo di famiglie (2013), di Autori Vari, regia di Giovanni Dispenza
- Controluce (2013), di Caterina Bartoletti, regia di Giovanni Dispenza
- Minuscoli (2013), regia di Giovanni Dispenza
- The shoe must go on (2013), di Andrea Paolucci, regia di Andrea Paolucci
- Il violino del Titanic. Ovvero non c’è mai posto nelle scialuppe per tutti (2013), di Pietro Floridia, regia di Pietro Floridia
- Un bès – Antonio Ligabue (2013), di Mario Perrotta, regia di Mario Perrotta
- Il balcone della vanità (2013), di Vincenzo Picone, regia di Vincenzo Picone
- Le Parole e la Città (2014), di Nicola Bonazzi, regia di Andrea Paolucci
- AAA Babbo Natale Cercasi (2014), di Paolo Fronticelli, regia di Paolo Fronticelli
- Come una perla (2014), di Nicola Bonazzi e Lea Cirianni, regia di Nicola Bonazzi e Lea Cirianni
- Wonderland (2014), di Nicola Bonazzi, regia di Nicola Bonazzi e Andrea Paolucci
- Adesso che hai scelto (2014), di Mimmo Sorrentino, regia di Mimmo Sorrentino
- Pitùr (2014), di Mario Perrotta, regia di Mario Perrotta
- Un albero non fa il natale (2015), di Caterina Bartoletti, regia di Giovanni Dispenza
- Scherzi da marionette (2015), di Paolo Fronticelli, regia di Paolo Fronticelli
- Befana in onda (2015), di Paolo Fronticelli, regia di Paolo Fronticelli
- La terra vista dalla Luna (2015), di Autori Vari, regia di Vincenzo Picone
- L’escale 32 (2015), di Nicola Bonazzi e Ridha Boukadida, regia di Moez Mrabet e Andrea Paolucci
- La magnifica illusione (2016), di Giovanni Dispenza e Andrea Paolucci, regia di Andrea Paolucci
- Futuri Maestri (2017), coordinamento drammaturgico di Nicola Bonazzi, Andrea Paolucci, Vincenzo Picone, Mattia De Luca, coordinamento registico di Andrea Paolucci, Nicola Bonazzi, Vincenzo Picone, Mattia De Luca, Paolo Fronticelli, Giacomo Armaroli

## Progetti
Progetti internazionali e interculturali
- Compagnia dei Rifugiati (da settembre 2005 a settembre 2013)
- Compagnia Multiculturale (da settembre 2007 a dicembre 2012)
- Crossing Paths (1 maggio 2010 - 31 ottobre 2011)
- Rifugio Europa (ottobre 2011 - gennaio 2012)
- Impronte d'Europa (luglio 2012 - ottobre 2012)
- Acting Diversity (1 ottobre 2012 - 30 settembre 2013)
- Migrating Theatre (1 marzo 2013 – 30 settembre 2013)
- Alone we stand (1 marzo 2013 - 31 gennaio 2014)
- I ghetti urbani di oggi (2013 – 2015)
- Lampedusa Mirrors. Laboratori e scambi artistici fra Tunisia e Italia (giugno 2014 - marzo 2015)
- Tandem Shaml: Arte Senza Confini (marzo 2015)
- Esodi. Laboratorio teatrale per adolescenti e giovani da ogni parte del mondo (Italia compresa) (prima edizione: gennaio-luglio 2015, cadenza annuale)
- Feel Free(dom)! Un progetto di teatro e videomaking sulla libertà (giugno 2016 – settembre 2017)
- Social Theatre for community empowerment (s.d)

Progetti per l’educazione
- Festival delle Scuole (prima edizione 1995, cadenza annuale)
- CuraUgualeFamiglia (2013-2014)
- Esplorattori - Percorso teatrale per conoscere, conoscersi e far conoscere (settembre 2013 - maggio 2014)
- Noi, parti offese. Solidarietà in scena (da febbraio 2016 a novembre 2016)

Laboratori per il sociale
- Occupiamoci! (prima edizione dicembre 2013 - maggio 2014, seconda edizione gennaio 2015 - aprile 2015)
- Gli Amici di Luca (laboratorio iniziato a partire dal 2012 – 2013)
- Laboratorio La Perla (dicembre 2013 - aprile 2014)

Special
- La Pluriversità dell'Immaginazione di Stefano Benni (2012-2015)
- Le Parole e la Città (luglio 2014)
- Incontriamoci a L’Aquila (novembre 2014 - giugno 2015)
- Arcipelaghi. Storie dal mondo del volontariato (ottobre - novembre 2016)
- Futuri Maestri (da dicembre 2016 a giugno 2017)

## Gli spazi
- ITC Teatro di San Lazzaro
- ITC Studio
- ITC Lab
- Teatrobus

## Premi
- 2004: finalista al premio Ubu con il testo di Nicola Bonazzi e Mario Perrotta Italiani Cìncali! Nella sezione “Nuovo testo italiano”[2]
- 2006: premio Hystrio - Associazione Nazionale dei Critici di Teatro al Teatro dell’Argine[3]
- 2009: premio Hystrio per la Drammaturgia a Odissea di Mario Perrotta[4]
- 2011: premio Ubu Speciale a Trilogia sull'individuo sociale di Mario Perrotta[5]
- 2012: premio Camillo Grandi per le attività teatrali interculturali, con i rifugiati politici e i richiedenti asilo[6]
- 2013: premio Ubu come miglior attore a Mario Perrotta per Un bès – Antonio Ligabue[7]
- 2015: premio Nico Garrone a Le Parole e la Città, spettacolo realizzato per il ventennale della compagnia.[8]
- 2015: premio della Critica dell’Associazione Nazionale dei Critici di Teatro al Progetto Ligabue[9]
- 2015: finalista al premio Ubu come miglior progetto artistico o organizzativo con Le Parole e la Città[10]
- 2015: vincitore del premio Ubu come miglior progetto artistico o organizzativo con il Progetto Ligabue.[11]
- 2021: vincitore del premio Ubu speciale con il progetto Politico Poetico

## Pubblicazioni
- Teatro dell’Argine, Facciamo teatro. Percorsi e proposte per scoprire, conoscere e vivere il teatro, Torino, Loescher, 2015. A cura di Vittoria de Carlo e Caterina Bartoletti, con la collaborazione di Micaela Casalboni, Giada Borgatti, Nicola Bonazzi e Andrea Paolucci.
- A cura di Teatro dell’Argine, Il Teatro, la Scuola, la Città, il Mondo. Esperienze, riflessioni e strumenti di teatro tra educazione e cittadinanza, collana “I Quaderni della Ricerca” n. 33, Torino, Loescher, 2016.
- Futuri maestri, con Nicola Bonazzi, Gerardo Guccini, Andrea Paulucci, Federica Zanetti, Bologna, Cue Press, 2015. ISBN 9788899737740.